# Trilogia della città di K.
(Ágota Kristóf, La prova)
Trilogia della città di K. (Trilogie des jumeaux) è un romanzo della scrittrice ungherese naturalizzata svizzera Ágota Kristóf. Si compone di tre parti: Il grande quaderno (Le grand cahier), pubblicato separatamente nel 1986, La prova (La Preuve) del 1988 e La terza menzogna (Le Troisième Mensonge) del 1991. 
I romanzi raccontano la vita di due gemelli, Lucas e Klaus, dei loro familiari e delle persone che essi conoscono e con cui intrecciano rapporti durante la seconda guerra mondiale e successivamente, fino ai giorni nostri. Per tutto il libro i due gemelli appaiono come personaggi interscambiabili in un rapporto dapprima morboso, poi incredibilmente distaccato.

## Trama
La prima parte, Il grande quaderno, è narrata in prima persona plurale secondo il punto di vista dei due fratelli gemelli, che raccontano la loro infanzia passata nella città di K., una città fittizia ma che effettivamente sembra ricordare una città di una nazione dell'est Europa che, al tempo dei fatti, era in guerra. La madre dei due gemelli, per colpa della guerra, li affida alla nonna che è una donna avida e rude, anche se con il tempo imparerà, a suo modo, ad amarli. I due gemelli crescono,  sono intelligenti oltre misura, passano le giornate a tagliare legna, pescare, badare all'orto e agli animali. Studiano da soli, imparano varie lingue e a suonare, a cantare e a resistere al freddo, alla fame e al dolore, attraverso esercitazioni a cui decidono di autosottoporsi (picchiarsi e insultarsi a vicenda per sopportare dolore e umiliazione, digiunare per resistere alla fame). Annotano tutto quello che accade, creando così il Grande Quaderno del titolo.
Quando la madre torna a prenderli muore per l'esplosione di una mina proprio nel giardino di casa loro. I due, che non volevano saperne di seguirla, ne seppelliscono il cadavere senza lacrime né turbamento. La prima parte finisce con la comparsa del padre dei gemelli che chiede loro di aiutarlo ad attraversare la frontiera. I gemelli gli indicano la strada mandandolo per primo, lui muore su una mina e uno dei due gemelli può, seguendo le orme del padre, attraversare indenne la frontiera. I due gemelli si dividono.
Inizia così il capitolo La prova che narra, in terza persona, la storia del gemello rimasto nella città di K., che ora ha anche un nome: Lucas. Il ragazzo viene da tutti trattato come un matto, poiché non si capisce se il gemello che a lui manca come l'aria è veramente esistito o è frutto della sua immaginazione. Nella casa dove ha vissuto la sua infanzia Lucas incontra Yasmine e Mathias, neonato, figlio menomato di una relazione incestuosa tra Yasmine e il padre. Lucas si prende cura dei due, e anche quando la madre abbandona Mathias, lui lo accudirà come un figlio, fino a che il bimbo stesso non deciderà di impiccarsi, avendo scoperto Lucas osservare un bambino che gli ricordava il fratello scomparso. L'ultima parte de La prova vede narrata la storia di Claus, che fa ritorno nella città di K., dove però nessuno sembra ricordarsi di lui: non esistono prove della sua infanzia lì, neppure le autorità crederanno alla sua storia, e difatti Claus non è altro che Lucas. Lucas non ha mai vissuto con Yasmine e suo figlio e neppure dalla madre della madre, in compagnia del fratello.
I due fratelli, infatti, vivevano con i genitori, quando un giorno la madre, venuta a conoscenza del tradimento del padre con un'altra donna, lo uccide a colpi di pistola e disgraziatamente una pallottola colpisce anche Lucas, non uccidendolo ma ferendolo gravemente e rendendolo claudicante. La madre viene rinchiusa in un manicomio e Lucas viene trasferito in un centro per bambini paraplegici (rimarrà azzoppato a vita); in seguito a un bombardamento verrà spostato a casa di una contadina di un vicino villaggio, che imparerà a chiamare nonna. Per superare il trauma, il bambino si immagina costantemente con il fratello gemello, finché alla fine della guerra non riesce a lasciar andare questa allucinazione. Anche la storia della sua vita, e le persone da lui incontrate, non sono altro che storie di vite immaginarie da lui narrate in un grande quaderno.
L'altro gemello, il cui vero nome è Klaus, è l'unico uscito indenne dalla tragedia familiare che lui chiamerà per tutto il racconto “la cosa”. Viene accudito dall'amante del padre Antonia, che lo cresce insieme alla sorellastra Sarah, l'unica donna che mai amerà. Per sette anni vivono insieme fino a che Klaus non scopre che la madre è stata dimessa dal manicomio ed è tornata a casa. Si sente in dovere di accudirla e così farà per gli anni a seguire, anche se la donna non fa altro che disprezzarlo e screditarlo, paragonandolo sempre a una versione idealizzata di Lucas.
L'ultima parte del libro vede l'arrivo di Lucas/Claus nella città della loro infanzia per trovare suo fratello gemello. Klaus riconosce subito suo fratello Lucas ma non vuole in alcun modo che la madre lo scopra e fa finta che suo fratello sia morto, allontanando così Lucas da casa sua. Lucas dopo aver incontrato Klaus si suicida e chiede di essere sepolto accanto ai genitori che il fratello gli fa credere morti. Klaus lo seppellisce vicino al padre morto e progetta a sua volta di suicidarsi non appena morirà anche la madre.

## Edizioni italiane
- Trilogia della città di K., traduzione di Armando Marchi, Virginia Ripa di Meana, Giovanni Bogliolo, Collana Supercoralli, Torino, Einaudi, 1998,  p. 379, ISBN 978-88-06-14438-8.
- Trilogia della città di K.: Il quaderno, La prova, La terza menzogna, Collana ETascabili, Torino, Einaudi, 2000.